# Ивакура Томоми
Ивакура Томоми (яп. 岩倉具視; 26 октября 1825—20 июля 1883) — японский политик, сыгравший значительную роль в Реставрации Мэйдзи, имевший значительное влияние при дворе японского императора.
После победы над Сёгунатом Токугава вошёл в новое правительство. В 1871—1873 в ранге полномочного посла был послан в Европу и Америку вместе с группой примерно из пятидесяти человек (почти все заметные политики того времени), изучать западный опыт в области общественных систем. Это посольство получило название «Миссия Ивакуры».
По возвращении в Японию в 1874 Ивакура выступил против проекта самурайских кругов организовать немедленный военный поход в Корею. После произведённого на него покушения самураем-террористом Ивакура отошёл от активной политической деятельности.
На японских купюрах в 500 иен был изображён его портрет.

## Биография

### Молодые годы
Ивакура Томоми родился 26 октября 1825 года в Киото, в семье аристократа. Он был вторым сыном Хорикавы Ясутики, занимавшего должность временного среднего советника при Императорском дворе. Внешний вид и поведение молодого человека сильно отличались от детей других аристократов, за что Томоми получил прозвище «Неотеса» (Ивакити). В 1838 году отец отдал его в качестве приёмного сына аристократическому роду Ивакура, воспитавшего подростка своим наследником.
В 1853 году, благодаря исследованиям японской поэзии, Томоми сблизился с кампаку Такацукасой Масамити, что способствовало его карьерному росту при дворе. В апреле 1854 года молодой аристократ получил должность прислужника Императора Комэя и 4-й младший ранг. Томоми постепенно вошёл в доверие к монарху и стал одним из лидеров столичной аристократической молодёжи. Он также превратился в одного из дворцовых проводников общественного движения «Да здравствует Император, долой варваров!», который критиковал сёгунат Токугава, требовал реставрации прямого Императорского правления и настаивал на немедленном изгнании всех иностранцев из страны.
В 1858 году к Императорскому двору прибыл старейшина сёгуната Хотта Масаёси с просьбой предоставить монаршее разрешение на подписание японо-американского договора о дружбе и торговле. Томоми, вместе с аристократами-единомышленниками, выступил против предоставления такого разрешения, понимая, что сёгунат хочет переложить ответственность за принятие непопулярного политического решения на Императора. Совместно с Охара Сигетоми, Ивакура составил докладную записку монарху «План вечной обороны божественной страны», в которой призвал к реформированию и увеличению вооружённых сил страны для организации сопротивления иностранцам. Благодаря стараниям столичных аристократов Император отказался разрешить сёгуната.
В 1860 года, после убийства старейшины Ии Наосукэ, в среде политиков сёгуната и двора приобрела популярность идея сотрудничества обоих властных институтов. Томоми поддержал эту идею, покинул стан радикальных оппозиционеров и принял участие со стороны Императорского двора в переговорах по бракосочетанию принцессы Кадзи с сёгуном Токугавой Иемоти. Из-за этого бывшие соратники аристократа из радикального лагеря начали на него наступление, требуя от Императора наказать его как одного из «четырёх воров» при дворе, ответственных за политико-социальный кризис в стране. В 1862 году, под давлением оппонентов, Томоми был вынужден сложить все свои ранги и должности, принять монашеский постриг и буддистское имя Юдзан. Он покинул столицу и уединился в деревне Ивакура на севере Киото.
Несмотря на то что Томоми отстранили от активной политической жизни, он продолжал наблюдать за событиями в стране. Аристократ вдруг разуверился в сёгунате и в 1866 году составил докладные записки Императору «Крик насекомого в траве» и «План объединения страны», в которых предлагал создать новое Всеяпонское централизованное правительство на базе Императорского двора. В следующем году он возобновил свои контакты с лидерами радикального движения из княжеств Сацума и Тёсю и помог им получить от Императора тайный указ о свержении сёгуната.

### Реставрация Мэйдзи

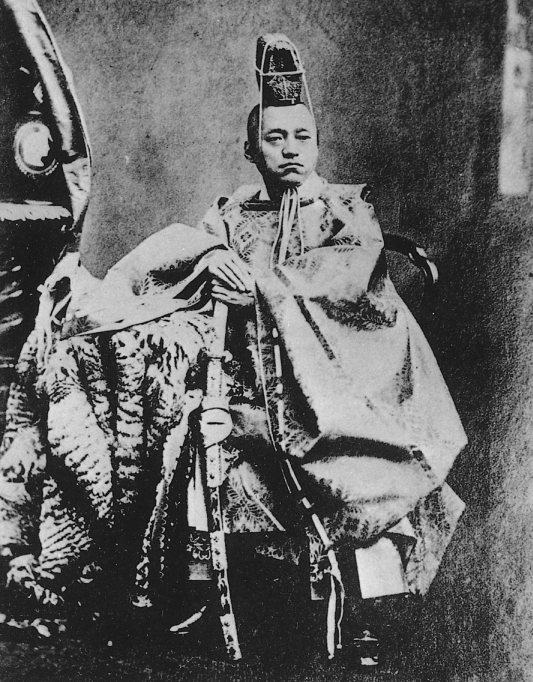
Ивакура Томоми в традиционной японской одежде аристократа.

В конце 1867 года Томоми вернулся к Императорскому двору с согласия юного Императора Мэйдзи. Вместе с представителями радикальной оппозиции опальный аристократ спланировал захват власти и ликвидацию сёгуната. 3 января 1869 года по инициативе Томоми был издан Императорский указ о восстановлении Императорской власти, который отменял сёгунат и провозглашал начало реставрации Мэйдзи.
Сформировалось новое Императорское правительство, в котором радикалы заняли все должности. Бывший изгнанник вошёл в состав нового Императорского правительства в качестве младшего советника.
Благодаря своим организаторским способностям и политической защите, Томоми быстро пробился на вершину властной пирамиды. 10 февраля он стал старшим советником, а с 25 февраля занял кресло вице- председателя правительства в паре с Сандзё Санетоми. Одновременно с этим Томоми занимал должности председателя Счётной канцелярии и Канцелярии армии и флота. В июне 1869 года, в связи с реформой государственного аппарата, он стал председателем Исполнительного и Законодательного советов, а в августе 1869 года был назначен старшим Императорским советником. В августе 1871 года, после ликвидации ханов и основания префектур, Томоми занял пост председателя министерства иностранных дел, а через три месяца — пост правого министра Императорского правительства.

Посольство Ивакуры. Слева направо: Кидо Такаёси, Ямагути Наоёси, Ивакура Томоми, Ито Хиробуми, Окубо Тосимити.

23 декабря 1871 года Император отправил Томоми чрезвычайным и полномочным послом в Америку и Европу с целью пересмотра неравноправных договоров, заключённых с Японией в 1858 году. Японское посольство провело два года за границей и посетило 12 стран: США, Великобританию, Францию, Бельгию, Голландию, Германию, Россию, Данию, Швецию, Италию, Австрию и Швейцарию. Путешествие произвело шок на посла и его сопровождение и показало техническую, экономическую и военную отсталость Японии от Запада. Хотя добиться пересмотра договоров не удалось, японская делегация убедилась в необходимости проведения тотальной и немедленной вестернизации японского общества. Томоми начал её с себя, изменив японское кимоно на западный костюм и срезав пучок волос на голове, символизировавший его душу.
13 сентября 1873 года посольство вернулось в Японию, где в это время велись правительственные дебаты о завоевании Кореи. Томоми и его команда выступили против агрессивных планов группы Сайго Такамори, настаивая на приоритетности внутренней политики над внешней. Дебаты закончились поражением и отставкой из правительства сторонников завоевания Кореи. Это позволило Томоми и его сообщнику Окубо Тосимити сосредоточить использование государственных ресурсов для реформирования японского образования, экономики и вооружённых сил.
14 января 1874 года на Томоми было совершено покушение. Девять бывших самураев, недовольных курсом на вестернизацию и отказом от войны с Кореей, напали на правого министра в районе Акасака, вблизи временного Императорского дворца. Томоми удалось спастись, понеся лёгкое ранение на лице и спине. Нападающих казнили, но аристократ стал меньше появляться на людях.
Во время разрастания общественного движения за свободу и народные права, Томоми продолжал построение нового централизованного государства во главе с Императором. Он способствовал наполнению Императорской казны и принял участие в создании японской железной дороги. 19 апреля 1876 года Томоми стал председателем Ассамблеи титулованной знати и оставался на этом посту до 1882 года. Параллельно с этим, в 1878 году он занял пост главы ведомства цензоров в Министерстве Императорского двора. В 1881 году, совместно с Иноуэ Каору, Томоми составил докладную записку «Основные принципы», в которой изложил своё видение будущего основного закона страны, что впоследствии нашло воплощение в Имперской конституции. В течение второй половины 1870-х — начале 1880-х годов он оставался одним из самых влиятельных политиков Японии вместе с Сандзё Санетоми и Окубо Тосимити.
20 июля 1883 года 59-летний Ивакура Томоми умер в Токио. Его торжественно похоронили за государственный счёт. Через два года покойному аристократу присвоили посмертно 1-й старший ранг, самый высокий в чиновничьей иерархии Японии.